# Yessie
Yessie è il secondo album in studio della cantante canadese Jessie Reyez, pubblicato nel 2022.

## Tracce
1. Mood – 2:59
2. Hittin – 2:46
3. Forever (with 6lack) – 3:43
4. Queen St. W – 2:51
5. Mutual Friend – 3:26
6. Tito's – 2:53
7. Only One – 3:03
8. Still C U – 3:13
9. Break Me Down – 3:11
10. Emotional Detachment Demo – 4:57
11. Adiós Amor – 2:39